# Wapen van Dinteloord
Het wapen van Dinteloord 16 juli 1817 aan de Noord-Brabantse gemeente Dinteloord en Prinsenland toegekend. Het wapen werd tot 1997 door de gemeente gebruikt, dat jaar ging de gemeente op in de gemeente Steenbergen. Sinds 30 oktober 1997 wordt het wapen, in aangepaste kleuren, als dorpswapen gebruikt. Dat wapen is verleend in de historisch correcte kleuren.

## Blazoenering
Het wapen dat op 16 juli 1817 aan de gemeente toe werd gekend, kreeg als blazoenering de volgende tekst mee:
Van lazuur beladen met een hooren en verzeld en chef van 2 en en pointe van één St.Andrieskruis, alles van goud, en het schild vastgehouden door een engel van goud.
Het wapen is in rijkskleuren uitgevoerd: een blauw schild met geheel gouden voorstelling. Het wapen heeft drie Andreaskruisen, twee bovenin (en chef) en een onderin (en pointe) met daartussen een hoorn. Achter het schild een gouden engel. Deze houdt met de rechterhand het schild vast en houdt in de linkerhand een penning vast. Aan weerszijden van het schild komt een been tevoorschijn.

## Geschiedenis
Dinteloord ontstond in 1605 nadat het bedijkt werd. Hierna ontstond de onafhankelijke heerlijkheid Dinteloord, tot die tijd behoorde het gebied bij Steenbergen. Omdat de heerlijkheid afhankelijk was van Breda werd er ook gezegeld met een van de zegels van die stad. Dit is uiteindelijk ook terug te zien in het wapen van Dinteloord: de drie Andreaskruisen zijn afkomstig uit het wapen van Breda. Volgens Sierksma echter gaat het om het de kruisen uit het wapen van Strijen, daar heeft Dinteloord bij gehoord. Om toch onderscheid te maken tussen Dinteloord en Breda kwam tussen de kruisen een hoorn te staan, dit was tevens een symbool voor Prinsenland. De hoorn komt uit het wapen van het Huis van Oranje. De naam Prinsenland werd ontleend aan prins Filips Willem van Oranje, heer van Steenbergen, die het land liet inpolderen.
In de 17e eeuw verschijnt de engel op de wapens van Dinteloord. Vier zegels vertonen de engel als schildhouder, wel heeft de engel verschillende posities en houdingen. Op het oudste zegel heeft de engel geen benen, gelijk aan de engel op het wapen van Breda. Op latere zegels komen de benen tevoorschijn aan de zijkanten van het wapen. Het huidige wapen van Dinteloord is het dorpswapen, hierbij staat de engel achter het schild.
In 1817 werd het oude wapen van Dinteloord in de rijkskleuren vastgesteld. Tot die tijd, en na de gemeentelijke fusie, werd het wapen afgebeeld als een rood schild met zilveren kruisjes en een zwarte hoorn. Op 30 oktober 1997 werd voor Dinteloord een dorpswapen en vlag vastgesteld. Hierbij werden de oorspronkelijke kleuren hersteld. De engel in het dorpswapen heeft geen munt meer en kreeg lang haar, -gewaad en -mouwen.

## Overeenkomstige wapens
De volgende wapens hebben, op historische gronden, overeenkomsten met het wapen van Dinteloord (en Prinsenland).

Het wapen van Breda
Het wapen van Besoijen
Het wapen van Westmaas
Het wapen van Grote Lindt
Het wapen van Kleine Lindt
Het wapen van Numansdorp
Het wapen van Klaaswaal
Het wapen van Cromstrijen
Het wapen van Bergen op Zoom
Het wapen van Klundert
Het wapen van Zevenbergen
Het wapen van Willemstad
Het wapen van Made en Drimmelen

Aalburg
· Aalst
· Aarle-Rixtel
· Alem 
· Alem, Maren en Kessel
· Almkerk
· Alphen en Riel
· Andel
· Baardwijk
· Bakel en Milheeze
· Beek en Donk
· Beers
· Berghem
· Berkel-Enschot
· Berlicum
· Besoyen
· Beugen en Rijkevoort
· Bladel en Netersel
· Bokhoven
· Borkel en Schaft
· Boxmeer
· Budel
· Capelle
· Chaam
· Cromvoirt
· Cuijk
· Cuijk en Sint Agatha
· De Werken en Sleeuwijk
· Den Dungen
· Deurne en Liessel
· Dieden, Demen en Langel
· Diessen
· Dinteloord (en Prinsenland)
· Dinther
· Dommelen
· Drongelen, Haagoort, Gansoijen en Doeveren
· Drunen
· Duizel en Steensel
· Dussen
· Eersel
· Eethen
· Emmikhoven en Waardhuizen
· Empel en Meerwijk
· Engelen
· Erp
· Esch
· Escharen
· Fijnaart en Heijningen
· Gassel
· Geffen
· Geldrop
· Gemert
· Genderen
· Gestel en Blaarthem
· Giessen
· Ginneken en Bavel
· Grave
· 's Gravenmoer
· Haaren 
· Halsteren
· Haps
· Haren en Macharen
· Hedikhuizen
· Heesch
· Heeswijk
· Heeswijk-Dinther
· Heeze
· Helvoirt
· Herpt
· Hoeven
· Hooge en Lage Mierde
· Hooge en Lage Zwaluwe
· Hoogeloon, Hapert en Casteren
· Huijbergen
· Kessel
· Klundert
· Landerd
· Leende
· Liempde
· Lierop
· Lieshout
· Linden
· Lith
· Luyksgestel
· Maarheeze
· Maasdonk
· Maashees en Overloon
· Made en Drimmelen
· Maren
· Meeuwen
· Megen, Haren en Macharen
· Mierlo
· Mill en Sint Hubert
· Moergestel
· Nederwetten en Eckart
· Nieuw-Ginneken
· Nieuw-Vossemeer
· Nieuwkuijk
· Nistelrode
· Nuenen en Gerwen
· Nuland
· Oeffelt
· Oerle
· Oijen en Teeffelen
· Oost-, West- en Middelbeers
· Oploo, Sint Anthonis en Ledeacker
· Ossendrecht
· Oud en Nieuw Gastel
· Oudenbosch
· Oudheusden
· Princenhage
· Prinsenbeek
· Putte
· Raamsdonk
· Ravenstein
· Reek
· Reusel
· Riethoven
· Rijsbergen
· Rijswijk
· Roosendaal en Nispen
· Rosmalen
· Sambeek
· Schaijk
· Schijndel
· Sint Anthonis
· Sint-Michielsgestel
· Sint-Oedenrode
· Soerendonk, Sterksel en Gastel
· Sprang
· Sprang-Capelle
· Standdaarbuiten
· Stiphout
· Stratum
· Strijp
· Terheijden
· Teteringen
· Tongelre
· Uden
· Udenhout
· Veen
· Veghel
· Veldhoven en Meerveldhoven
· Velp
· Vessem, Wintelre en Knegsel
· Vierlingsbeek
· Vlierden
· Vlijmen
· Vrijhoeve-Capelle
· Wanroij
· Waspik
· Werkendam
· Westerhoven
· Wijk en Aalburg
· Willemstad
· Woensel (en Eckart)
· Woudrichem
· Wouw
· Zeeland
· Zesgehuchten
· Zevenbergen
Bavel
· De Mortel
· De Rips
· Dinteloord
· Elsendorp
· Galder
· Gemert
· Ginneken
· Handel
· Mierlo-Hout
· Milheeze
· Nispen
· Rosmalen
· Sint-Michielsgestel
· Strijbeek
· Ulvenhout